# Gruppe Wohnhäuser Karpfanger- und Lappestraße
Die Gruppe Wohnhäuser Karpfanger- und Lappestraße sowie Simon-von-Utrecht-Straße und Lehfeldplatz in der niedersächsischen Kreisstadt Cuxhaven im Landkreis Cuxhaven stammt aus der Mitte des 20. Jahrhunderts.
Aktuell (2024) wird sie durch Wohnungen genutzt.
Die Gebäude stehen unter Denkmalschutz (siehe auch Liste der Baudenkmale in Cuxhaven).

## Geschichte und Beschreibung
Die Karpfangerstraße wurde 1936 benannt nach dem Hamburger Convoykapitän der Wappen von Hamburg Berend Jacobsen Karpfanger (1622–1683), die Lappestraße 1922 nach dem Geschlecht der Lappe, die das Schloss Ritzebüttel mit seinen Dörfern 1394 an Hamburg abtraten, die Simon-von-Utrecht-Straße 1936 nach dem hamburgischen Schiffshauptmann und Bürgermeister Simon von Utrecht und Lehfeldplatz 1922 nach einem Flurnamen.
Die Gruppe der einfachen traufständigen zweigeschossigen unterkellerten und verputzten Mehrfamilienhäuser für 44 Wohnungen, mit ziegelgedecktem Walmdächern sowie mit einheitlichen Fenstergrößen entstand 1937/38 nach Plänem von John Polack. Sie umschließen einen dreieckigen Hof. Die Türen der Eingänge sind durch eine gestufte Backsteinrahmung hervorgehoben und die Türblätter sind im Original erhalten. Der gemeinsame Innenhof wird von allen Wohnblocks genutzt.
Die Gruppe besteht aus den Häusern der
- Karpfangerstraße Nr. 1 bis 9 mit 5 Eingängen,[2]
- Lappestraße Nr. 1 bis 5 sowie Simon-von-Utrecht-Straße 2 bis 6 und Lehfeldplatz 5 um einem dreieckigen Hof mit 6 Eingängen,[3]

Das Landesdenkmalamt befand u. a.: „… zeittypisch ausgeführten Bauten … orts-, straßen- und straßenraumbildprägender Zeugniswert …“